# Willy Oesterle
Willy Oesterle   (Rudersberg, 11 de setembre de 1932) és un antic pilot de motocròs alemany que destacà en competició internacional a finals de la dècada del 1950. El 1957, l'any en què s'instaurà el Campionat d'Europa de motocròs en la categoria de 250cc, n'aconseguí el subcampionat per darrere d'un altre alemany, Fritz Betzelbacher. Al llarg de la seva carrera, aconseguí també dos Campionats d'Alemanya de motocròs en la mateixa cilindrada (1957 i 1958), amb un total de 121 victòries, 56 segons llocs i 41 de tercers. Però no només en motocròs aconseguí èxits, sinó que també obtingué alguna victòria en velocitat: el 1959, guanyà amb la seva Maico 250 la cursa de la Soliutde i el 1961, amb l'OEPO, les pujades de muntanya de Schauinsland i de Fulda-Rhön.

## Trajectòria esportiva
El 1946 Oesterle va començar a treballar com a aprenent de mecànic d'automòbils. Va aprendre a conduir motos amb una de tres rodes i motor de dos temps de 200 cc que era del seu cap. El 1951 es comprà la seva primera moto, una DKW RT 125, amb la qual aconseguí els primers èxits en motocròs. El 1956 es va presentar a la fàbrica de Maico i hi aconseguí feina com a tècnic al departament d'experimentació. No tenia, però suport a les curses, a les quals havia d'acudir de forma privada, amb l'únic ajut d'un mecànic i recanvis per a les curses del campionat alemany.
L'any següent, 1957, va disputar el seu primer Gran Premi el 30 de maig a Brühl, no gaire lluny de Colònia (Alemanya), i hi quedà tercer amb la seva Maico 250. A partir d'aquell èxit, va seguir participant al campionat d'Europa, acabat d'estrenar, i va arribar a guanyar-ne dos Grans Premis, tots dos a Bèlgica: a Namur el 4 d'agost i a Genk el 18 del mateix mes. Aquests èxits li valgueren el subcampionat al final de temporada. La temporada següent, però, no va seguir el campionat i es va centrar en les competicions alemanyes a causa dels problemes financers de Maïco. El 1959 sí que va tornar a participar al campionat d'Europa: al Gran Premi de Txecoslovàquia, celebrat al circuit de Praga-Šárka el 24 de maig, fou segon per darrere del txec Jaromír Čížek davant de 70.000 espectadors. La darrera temporada internacional d'Oesterle fou la de 1960. Malauradament, una lesió al genoll en què perdé el menisc el deixà molt limitat i no va poder aprofitar el potencial de la seva nova moto, l'OEPO (un prototip que rebia les inicials d'Oesterle i Ulrich Pohl, l'enginyer).
Un dels punts forts de Willy Oesterle era el seu coneixement del ioga, el qual va adquirir després que li'n deixessin un llibre teòric. D'ençà d'aleshores, s'aplicà rigurosament als exercicis que aprengué d'aquesta disciplina i això l'ajudà molt al llarg de la seva carrera esportiva.

## Palmarès al Campionat d'Europa de motocròs
Font:
| Any  | Motocicleta | 250cc |
| ---- | ----------- | ----- |
| 1957 | Maico       | 2n    |
| 1958 | Maico       | 30è   |
| 1959 | Maico       | 11è   |
| 1960 | Maico       | 14è   |

## Obra publicada
- Oesterle, Willy. Oepo-Moto-Cross-Maschinen: Warum wurden sie 1960 gebaut (en alemany).  Amazon: Books on Demand, març 2011. ASIN B0050I35CC.
- Oesterle, Willy. Das Leben im Wieslauftal: 1932-1952 (en alemany).  Amazon: Books on Demand, maig 2013. ASIN B00CPD0UNW.
- Oesterle, Willy. Moto-Cross: mit DKW, Maico, Oepo (en alemany).  Amazon: Books on Demand, octubre 2016. ASIN B016AK01MK.